# Scialet
Scialet est un terme dialectal désignant les gouffres et dépressions de surface dans les zones préalpines de l'Isère et de la Drôme (France), notamment dans le massif du Vercors.

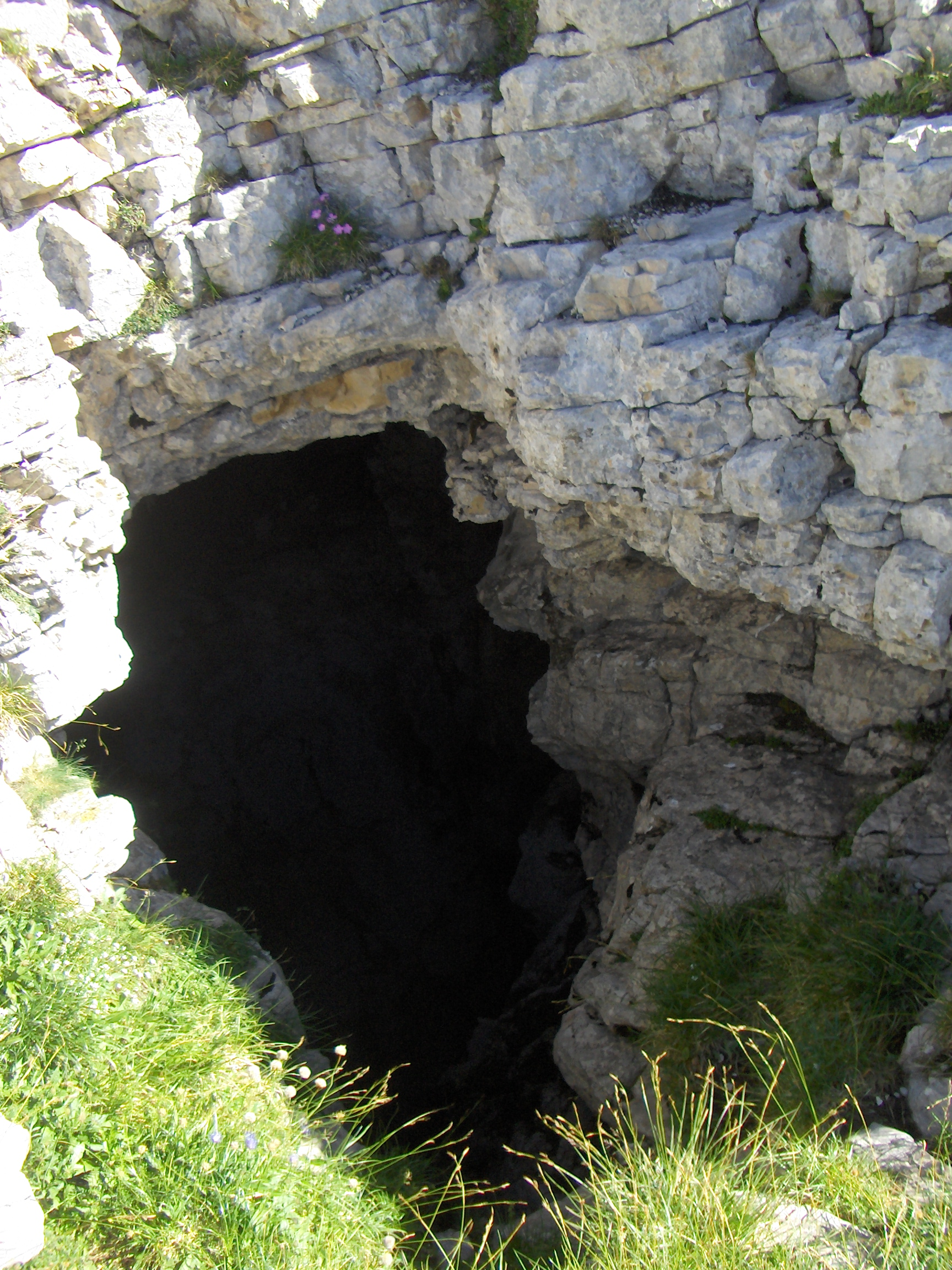
Entrée du scialet de la Nymphe Émue (Vercors), menant au réseau du Clot d'Aspres.

Les scialets, comme les autres phénomènes karstiques et souterrains, sont explorés, étudiés, répertoriés par les  spéléologues.
Scialet est également le nom de la publication annuelle du Comité départemental de spéléologie de l'Isère. Le premier numéro de la revue Scialet est paru en 1972, le numéro 50 est sorti en 2023.